# کلاغ طوقی
کلاغ طوقی(نام علمی: Corvus torquatus) نام یک گونه از سرده کلاغ است.